# Wells, British Columbia
Wells är en ort i Kanada.   Den ligger i provinsen British Columbia, i den centrala delen av landet, 3 400 km väster om huvudstaden Ottawa. Wells ligger 1 204 meter över havet och antalet invånare är 245.